# Stellaria semivestita
Stellaria semivestita är en nejlikväxtart som beskrevs av Michael Pakenham Edgeworth och Hook. f. Stellaria semivestita ingår i släktet stjärnblommor, och familjen nejlikväxter. Inga underarter finns listade i Catalogue of Life.